# 33608 Paladugu
33608 Paladugu este o planetă minoră (asteroid) din centura de asteroizi. A fost descoperită pe 10 mai 1999 la Experimental Test Site⁠(d) de Lincoln Near-Earth Asteroid Research. 
Obiectul prezintă o orbită caracterizată de o semiaxă mare de 2,4492938 UAi, o excentricitate de 0,09, o înclinație de 5,02154 ° în raport cu ecliptica.